# Florian Wünsche
Florian Wünsche (ur. 18 lipca 1991 w Erfurcie) – niemiecki aktor filmowy i telewizyjny.

## Życiorys
Urodził się w Erfurcie. Po ukończeniu edukacji w KGS Am Schwemmbach w Erfurcie, gimnazjum sportowym w Jenie, gdzie ćwiczył judo i gimnazjum im. Gutenberga w Erfurcie, w 2011 roku Florian Wünsche zdał egzaminy Abiturient. W latach 2002–2009 uczęszczał do szkoły prywatnej Schauspielunterricht & Sprecherziehung.
Wystąpił w filmie dla dzieci Kto całuje iguana? (Wer küsst schon einen Leguan?, 2004) i serialu dla dzieci Ein Engel für alle (2005-2006) i jako złoczyńca Andi w serialu MDR Krimi.de (2006, 2010).
W latach 2008–2010 stał się znany jako Manuel Siewert w operze mydlanej dla młodzieży stacji Kika Dzieciaki z Einstein High (Schloss Einstein).
W 2008 roku Wünsche zasiadł w jury konkursu KI.KA LIVE – Bester Schauspieler gesucht.
W 2011 wystąpił na scenie jako psychiatra Martin Dysart w sztuce Petera Shaffera Equus.
Od marca 2011 do 2015 grał rolę Emilio Sancheza w serialu ARD Verbotene Liebe.
Od grudnia 2015 Wünsche grał lekarza sądowego Benedikta Förstera w serialu ZDF SOKO Stuttgart. W filmie familijnym Kraina obfitości (Das Märchen vom Schlaraffenland, 2016), należącym do cyklu filmów telewizyjnych Najpiękniejsze baśnie braci Grimm, wystąpił jako Camembert.
Florian Wünsche jest ambasadorem wspierającym fundację Poradni dla Dzieci w Monachium (AKM).

## Wybrana filmografia
- 2006: Ein Engel für alle jako Lars
- 2007: Krimi.de jako Andi
- 2007–2010: Dzieciaki z Einstein High (Schloss Einstein) jako Manuel Siewert
- 2011: Krimi.de jako Speedy
- 2011–2015: Verbotene Liebe jako Emilio Sanchez
- 2015: Dr. Klein jako Gärtner
- 2016: Kraina obfitości (TV) jako Camembert
- 2016: Rosamunde Pilcher jako Bruno Brown
- 2017: Bad Sheriff (film krótkometrażowy) jako zły szeryf
- 2019: Sommerseiten jako Jeremy
- 2020: WaPo Bodensee jako Ruben Lohmann